# Масловский (Дмитровский район)
Ма́словский — упразднённый посёлок, существовавший на территории Дмитровского района Орловской области до 1981 года. Входил в состав Лубянского сельсовета.

## География
Располагался в 21 км к востоку от Дмитровска у истока ручья Утиный Брод, притока Неживки. Ближайшим к Масловскому населённым пунктом был посёлок Каменный Колодец, упразднённый в 1969 году. Ближайший, ныне существующий населённый пункт — село Кошелево.

## Этимология
Унаследовал название от Масловой пустоши при селе Кошелево, которая находилась на месте посёлка до его основания.

## История
Возник в 1911 году в ходе Столыпинской аграрной реформы. В 1911—1916 годах происходила развёрстка Масловой Пустоши при селе Кошелево на отруба.
Первыми жителями Масловского были переселенцы из сёл Морево (Акулины, Герасины, Мишонковы и другие) и Яблоновец (Егоровы). В 1926 году в посёлке было 9 дворов, проживало 60 человек (31 мужского пола и 29 женского). В то время Масловский входил в состав Лубянского сельсовета Лубянской волости Дмитровского уезда. С 1928 года в составе Дмитровского района. В 1937 году в посёлке было 11 дворов. 
Во время Великой Отечественной войны, с октября 1941 года по август 1943 года, находился в зоне немецко-фашистской оккупации. На войне погибли жители Масловского: Акулин Фёдор Митрофанович (1906—1941), Мишонков Иван Андриянович (1923—1943). Вернулись с Победой: Агаркова Татьяна Андреевна (1920), Акулин Афанасий Митрофанович (1917), Акулин Григорий Матвеевич (1914), Акулин Роман Матвеевич (1909), Герасин Иван Алексеевич (1922), Егоров Николай Ильич (1926), Егоров Пётр Ильич (1924), Мишонкова Мария Андриановна (1922).
Посёлок был упразднён 20 марта 1981 года.

## Население
| Годы      | 1926 |
| --------- | ---- |
| Население | 60   |